# Simon Says (canção)
 "Simon Says" é uma canção bubblegum pop escrita por Elliot Chiprut e originalmente gravada, em 1967, pela Fruitgum Company de 1910, tornando-se o hit de maior sucesso nas paradas.
A música foi baseada no jogo infantil "Simon diz", dos Estados Unidos. Produzido por Jerry Kasenetz, Jeffry Katz e Chiprut, o single foi lançado pela Buddah Records e entrou no Hot 100 dos EUA em janeiro de 1968, subindo para o quarto lugar na parada. Foi também um sucesso no Reino Unido, onde alcançou o segundo lugar na parada de singles.
Também foi a faixa-título do primeiro álbum da Fruitgum Company de 1910.
Na Itália, a música foi coberta pelo grupo Giuliano ei Notturni, com o título "Il ballo di Simone", e ficou em terceiro lugar na parada de sucessos italianos. Em 1968, o cantor francês Claude Francois também teve um grande sucesso com o título francês "Jacques a Dit". Os artistas infantis Sharon, Lois & Bram fizeram a cobertura em seu álbum de 1995, Let's Dance!

## Histórico do gráfico

### Gráficos semanais
1910 Fruitgum Company
| Gráfico (1968)                | Posição de pico |
| ----------------------------- | --------------- |
| Australia (Kent Music Report) | 2               |
| Canada RPM Top Singles        | 1               |
| Ireland (IRMA)                | 5               |
| New Zealand (Listener)        | 4               |
| South Africa (Springbok)      | 1               |
| UK                            | 2               |
| U.S. Billboard Hot 100        | 4               |
| U.S. Cash Box Top 100         | 2               |

Dickie Rock & Miami
| Gráfico (1968) | Posição de pico |
| -------------- | --------------- |
| Ireland (IRMA) | 1               |

### Gráficos de fim de ano
| Gráfico (1968)         | Posição de pico |
| ---------------------- | --------------- |
| Canadá                 | 20              |
| África do Sul          | 4               |
| U.S. Billboard Hot 100 | 33              |
| U.S. Cash Box          | 24              |